# Celama bathycyrta
Celama bathycyrta är en fjärilsart som beskrevs av Turner 1944. Celama bathycyrta ingår i släktet Celama och familjen trågspinnare. Inga underarter finns listade i Catalogue of Life.